# KDE Plasma 6
O KDE Plasma 6 é a sexta geração do ambiente de desktop KDE Plasma. É o sucessor do KDE Plasma 5 e foi lançado pela primeira vez em 28 de fevereiro de 2024.

## Visão geral
O KDE Plasma 6 não foi projetado para ser uma grande mudança em relação ao KDE Plasma 5, mas sim uma série de melhorias. O KDE Plasma 6 foi construído usando o Qt 6, o KDE Frameworks 6 e o KDE Gear 24.02. Além disso, o suporte ao protocolo Wayland foi integrado como a sessão gráfica padrão, com o suporte ao X11 tornando-se secundário. Introduz um novo tema de som, Ocean, que substitui o tema de som do Oxygen como padrão. O Plasma 6 em Wayland tem suporte parcial para High Dynamic Range (HDR) e filtros de correção de daltonismo. A loja de aplicativos Discover e as configurações também foram melhorados e o efeito de área de trabalho de cubo 3D foi trazido de volta.

## Novos recursos
Em comparação com o lançamento mais recente do Plasma 5, a sexta geração traz os seguintes novos recursos:
- O painel flutua por padrão. Os painéis podem ser configurados usando o modo de ocultação automática e redimensionados, inclusive sendo transformados em dock.[10][7]
- O Plasma Search permite personalizar a ordem dos resultados da pesquisa, suporta conversão de fuso horário e corresponde ao texto no idioma atual do sistema.[4][5]
- Suporte para os calendários astronômico e Umm al-Qura no applet de calendário.[5]
- Suporte para uso de senha e autenticação de impressão digital ao mesmo tempo.[1][11]
- Suporte para temas de som.[5]

## História
A primeira prévia de tecnologia do Plasma 6 foi lançada em 28 de fevereiro de 2024.